# Sittelle veloutée
Sitta frontalis
Espèce
Synonymes
- Dendrophila frontalis (Swainson, 1820)

Statut de conservation UICN

 LC  : Préoccupation mineure
La Sittelle veloutée (Sitta frontalis) est une espèce d'oiseaux de la famille des Sittidae.

## Répartition
Cette espèce vit en Inde, au Sri Lanka et en Asie du Sud-Est.

## Taxinomie
Selon le Congrès ornithologique international et Alan P. Peterson il existe cinq sous-espèces :
- S. f. frontalis Swainson, 1820 - centre de l'Himalaya et de l'Inde à l'Indochine ;
- S. f. saturatior Hartert, 1902 - péninsule malaise, Nord de Sumatra et îles voisines ;
- S. f. corallipes (Sharpe, 1888) - Bornéo ;
- S. f. palawana Hartert, 1905 - Palawan (Ouest des Philippines) ;
- S. f. velata Temminck, 1821 - Sud de Sumatra et Java.